# Laprovince 1
Laprovince #1 è un singolo del rapper italiano Rhove, pubblicato il 21 gennaio 2022.

## Tracce
Testi e musiche di Samuel Roveda.
1. Laprovince #1 – 2:38

## Classifiche
| Classifica (2022) | Posizione massima |
| ----------------- | ----------------- |
| Italia            | 33                |